# Нейц Заплотник
Йерней (Нейц) Заплотник е словенски и югославски алпинист.
Заедно с Андрей Щремфел той е първият словенец, изкачил най-високия връх в света – Еверест. Тяхното изкачване е първото, осъществено по най-трудния маршрут към върха – по Югозападния гребен. С това и други постижения Заплотник става една от легендите на словенския алпинизъм.

## Биография
Роден е в Кран на 16 април 1952 г. Завършва основно училище и гимназия в Кран, започва да учи психология в Любляна, а по-късно се прехвърля във Факултета по физическо възпитание. От 1975 до 1980 г. работи като учител по физическо възпитание.
Занимава се с алпинизъм от 1969 г. Става и планински спасител. Работи и като инструктор в алпийска школа. Направил е над 350 изкачвания на всякакви трудности в Европа, Африка и Северна Америка.

## Значими изкачвания
- През 1975 г участва в експедицията на Макалу и е един от алпинистите, изкачили успешно върха по нов маршрут.[5]
- През 1977 г. участва в югославската хималайска експедиция до Гашербрум I (с ръководител Янез Лончар). Изкачва върха заедно с Андрей Щремфел на 8 юли по нов маршрут (по Югозападния гребен).[6]
- През 1979 г. участва в първата югославска експедиция до връх Еверест (с ръководител Тоне Шкаря) и заедно с Андрей Щремфел на 13 май прави първото изкачване на Еверест по Западния гребен.[7]

- През 1981 г. участва в експедицията до Южната стена на Лхотце. Нейц Заплотник, Андрей Щремфел и Павло Подгорник достигат 8250 m н.в., преди да се наложи да се откажат поради силен вятър и сняг.[8] За тази експедиция е заснет филм през 2011 г.[9]

- През 1983 г. участва в експедиция до Манаслу в Непалските Хималаи. По време на аклиматизационно изкачване, точно над лагер 1, той загива в лавина. Успяват да изровят тялото му и той е погребан малко по-ниско, върху ледникова морена.

## Литературни творби
От 1972 г. Нейц Заплотник пише планински пътеписи и есета в списанията Planinski Vestnik (Планински вестник) и Alpinističke razgledi (Планински турове). Най-известната му творба е книгата „Пътят“, превърнала се в класика за алпийската литература. Публикувана за първи път през 1981 г., с времето тя става култов наръчник за планинари и алпинисти и едно от най-вдъхновяващите произведения в този жанр.